# Гаттон I
Гатто́н I (нем. Hatto I.; около 850—15 мая 913, Майнц) — раннесредневековый церковный и политический деятель, архиепископ Майнца (891—913), аббат нескольких больших монастырей (Райхенау, Эльвангена и Лорша), глава придворной капеллы и, возможно, канцлер Восточно-Франкского королевства.

## Биография

### Ранние годы
Гаттон происходил из знатной швабской семьи, возможно, родственной Гаттонинам. Сведения о его низкорождённости, сообщаемые Видукиндом Корвейским, историки считают недостоверными. Неизвестно точно, где Гаттон получил образование: возможно, в одном из таких крупных германских монастырей, как Фульдский, Райхенауский или Эльванген. Монашеский постриг он принял в Фульде. Документы, датированные 885 годом, называют Гаттона членом придворной капеллы императора Карла III Толстого.

### При короле Арнульфе Каринтийском
После отречения в 887 году Карла III от престола, новым королём Восточно-Франкского государства стал Арнульф Каринтийский, который с первых же дней своего правления приблизил к себе Гаттона. Уже в 888 году монарх назначил его аббатом монастыря Райхенау, а в 889 году, после смерти архиепископа Майнца Лиутберта, передал ему и аббатство Эльванген. В 890 году Гаттон сумел завоевать ещё большее доверие Арнульфа, доказав ему свою преданность во время восстания, поднятого в Швабии Бернгардом, незаконнорождённым сыном императора Карла Толстого. После подавления мятежа владения его главных участников были конфискованы. Из них Гаттон получил земли, принадлежавшие графу Удальриху, однако вскоре, во время посещения Арнульфом Каринтийским монастыря Райхенау, по просьбе его аббата король возвратил бывшему мятежнику часть его владений в обмен на принесение тем клятвы верности.
После гибели 26 июня 891 года в сражении с викингами архиепископа Майнца Зундерольда король Арнульф назначил Гаттона новым главой Майнцской архиепархии. Его интронизация состоялась в сентябре этого же года. Также Гаттон I сохранил за собой и аббатства Райхенау и Эльванген: хотя он объявил, что сан архиепископа не позволяет ему возглавлять эти обители, монахи вновь избрали его своим настоятелем и по их просьбе Арнульф убедил Гаттона не отказываться от руководства этими монастырями.
Как один из наиболее высокопоставленных иерархов Восточно-Франкского государства Гаттон I стал чаще появляться при королевском дворе и вскоре уже был одним из ближайших советников Арнульфа Каринтийского. За его влияние на монарха современники называли его «сердцем короля». В 892 году Гаттон председательствовал на церковном соборе во Франкфурте, на котором по повелению папы римского Формоза рассматривались территориальные претензии Кёльнского архиепископства к Бременской епархии. Осенью 893 года он крестил младшего сына короля, Людовика, а в 894 году сопровождал Арнульфа в его первом походе в Италию, во время которого архиепископу было поручено содержание под стражей епископа Бергамо Адальберта, оказавшего сопротивление германскому монарху.
В мае 895 года архиепископ Гаттон I председательствовал на церковном соборе, состоявшемся в Трибуре. Это было первое за многие годы столь большое собрание, созванное в Восточно-Франкском государстве по инициативе королевской власти. В нём приняли участие многие не только духовные, но и светские лица государства. Кроме вопросов о восстановлении церковной дисциплины и епархиальной юрисдикции, здесь были рассмотрены и вопросы взаимоотношений светских властей и духовенства. Собор постановил, что Церковь должна являться верным помощником монарха в сохранении порядка и спокойствия в стране, а тот в свою очередь должен быть защитником церковных владений от любых возможных посягательств.
Осенью 895 года Гаттон вновь сопровождал Арнульфа Каринтийского в поездке в Италию и присутствовал на его коронации императорской короной 22 февраля 896 года. Во время пребывания в Риме архиепископ Майнца получил от папы Формоза паллий и должность папского викария в Германии, а также мощи Георгия Победоносца, для которых по повелению Гаттона на острове Райхенау была построена новая церковь.
В 896 году из-за неурожая в Восточно-Франкском королевстве разразился сильный голод, во время которого, по сообщению «Анналов Райхенау», среди местных жителей были отмечены случаи каннибализма.
Покровитель архиепископа Гаттона, король Арнульф Каринтийский, тяжело заболевший во время второй поездки в Италию, скончался 8 декабря 899 года.

### При короле Людовике IV Дитяти
После смерти Арнульфа Каринтийского в королевстве возникли разногласия по поводу престолонаследия. Из трёх сыновей умершего монарха два старших, король Лотарингии Цвентибольд и Ратольд, были внебрачными детьми, а сын от законного брака, Людовик, был 6-летним ребёнком. Ещё при жизни Арнульфа архиепископ Майнца Гаттон I по приказу короля ездил в Лотарингию, где в Санкт-Гоаре встречался с Цвентибольдом и, возможно, от имени его отца обещал тому в дальнейшем наследование престола. Однако после смерти Арнульфа Каринтийского большая часть знати Восточно-Франкского королевства выступила против кандидатуры Цвентибольда. Его вступления на престол не хотели и многие церковные иерархи королевства. В результате при активном участии Гаттона в январе 900 года на государственном собрании в Форхгайме новым королём был провозглашён Людовик IV Дитя, коронация которого состоялась 4 февраля этого года. Сохранилось письмо, направленное Гаттоном папе римскому Иоанну IX, в котором архиепископ объяснял подобный выбор и просил папу дать разрешение на это избрание. Архиепископ Майнца возглавил регентский совет при малолетнем монархе, в который также вошли епископ Аугсбурга Адальберон и епископ Констанца Соломон III. В качестве вознаграждения за верность Гаттон I получил от имени нового короля ещё два аббатства: в Лорше и Вайсенбурге (в Эльзасе).
В управлении государством Гаттон I выступал как сторонник сильной королевской власти и противник усиления племенных герцогств. В ряде документов времён правления Людовика IV он наделён титулом эрцканцлер. В проведении своей политики Гаттон опирался на союз с герцогом Саксонии Оттоном I Сиятельным и членами семьи Конрадинов, Конрадом Старшим и Гебхардом. Поддерживая претензии Конрадинов на контроль над Франконией, в 902 году архиепископ Майнца вступил в конфликт с влиятельным родом Поппонидов, также известным как франконские Бабенберги. Поддержанный королём Людовиком IV, Гаттон был инициатором осуждения двух Бабенбергов, Генриха и Адаларда, на государственном собрании в Форхгайме 24 июня 903 года и назначения в этом же году Гебхарда, члена семьи Конрадинов, герцогом Лотарингии. Точно неизвестно, какую роль сыграл архиепископ в судьбе бунтовавшего против короля графа Теера Адальберта Бабенберга: предвзято настроенный по отношению к Гаттону хронист Видукинд Корвейский сообщает, что архиепископ Майнца, дав Адальберту клятву в безопасности, обманул его и привёз ко двору Людовика IV, где по приказу монарха граф 9 сентября 906 года был обезглавлен. Современные историки считают, что рассказ о роли Гаттона I в этих событиях основан только на народных преданиях и имеет мало общего с исторической действительностью. Казнь графа Адальберта положила конец притязаниям Бабенбергов на власть над Франконией.
Ко времени правления короля Людовика IV относятся свидетельства укрепления связей Майнцской архиепархии с аббатством Фульда: в 909 и 910 годах Гаттон I сделал этой обители богатые дары, подтверждённые королевскими хартиями.

### При короле Конраде I Франконском
Со смертью в сентябре 911 года короля Людовика IV Дитяти пресеклась германская ветвь династии Каролингов. Архиепископ Майнца Гаттон I, вместе с герцогом Саксонии Оттоном I Сиятельным, был одним из главных инициаторов избрания на государственном собрании в Форхгайме 10 ноября на престол Германского королевства герцога Франконии Конрада I. При новом монархе архиепископ Майнца сохранил своё влияние на дела королевства. В ряде документов первых дней правления нового короля Гаттон даже назван «архикапелланом придворной капеллы» (главой королевской канцелярии), хотя известно, что до и после этого данную должность имел епископ Соломон III Констанцский.
В начале 913 года король Конрад I, желая установить контроль над Тюрингией, вступил в конфликт с новым герцогом Саксонии Генрихом I Птицеловом. Гаттон I находился в этом конфликте на стороне монарха, однако, передаваемый Видукиндом рассказ о якобы существовавшем у архиепископа Майнца намерении задушить герцога на одном из пиров, современные историки считают малодостоверным. Тем не менее, Генрих I рассматривал Гаттона как одного из своих основных противников. Именно поэтому первый поход герцога был направлен против находившихся в Саксонии и Тюрингии владений Майнцской архиепархии, которые Генрих частью разорил, а частью присвоил себе.
Исторические хроники сообщают, что Гаттон I, узнав об этом бедствии, тяжело заболел и вскоре, 15 мая 913 года, скончался. Сообщение Видукинда Корвейского о том, что Гаттон погиб от удара молнии, или легенду о том, что он был съеден мышами, историки считают только народными преданиями, сформировавшимися под влиянием ненависти к архиепископу Майнца, противнику популярных в народе правителей — Адальберта Бабенберга и Генриха Птицелова. Однако многие современники Гаттона I высоко оценивали его как человека и как политика. Регино Прюмский посвятил архиепископу Майнца сборник канонов, называя того высокообразованым прелатом и философом. Среди близких друзей Гаттона были такие известные люди его времени, как Соломон III Констанцский и музыкант и писатель Хукбальд Сен-Амандский.
Более политик, чем духовное лицо, архиепископ Гаттон I мало времени уделял своей епархии. Исторические источники сообщают, что во время правления Арнульфа Каринтийского архиепископ, отстаивая свои права на управление Майнцем, вступил в конфликт с местными жителями, был ими изгнан и смог вернуться только после того, как король с войском осадил город. Это был единственный конфликт между Гаттоном и его паствой, что позволило архиепископу в дальнейшем произвести перестройку кафедрального собора, значительно увеличив и украсив его, и построить новые крепостные стены, расширив территорию города до Рейна.
После смерти Гаттона I новым главой Майнцской архиепархии был избран Херигер, а новым аббатом Райхенау — Гуго.